# Каталін Сухі
Каталін Сухі (угор. Katalin Szuchy, 28 вересня 1953) — угорська баскетболістка.
Учасниця Олімпійських Ігор 1980 року.